# Dicentra uniflora
Dicentra uniflora är en vallmoväxtart som beskrevs av Albert Kellogg. Dicentra uniflora ingår i släktet lyrblommor, och familjen vallmoväxter. Inga underarter finns listade i Catalogue of Life.

## Bildgalleri

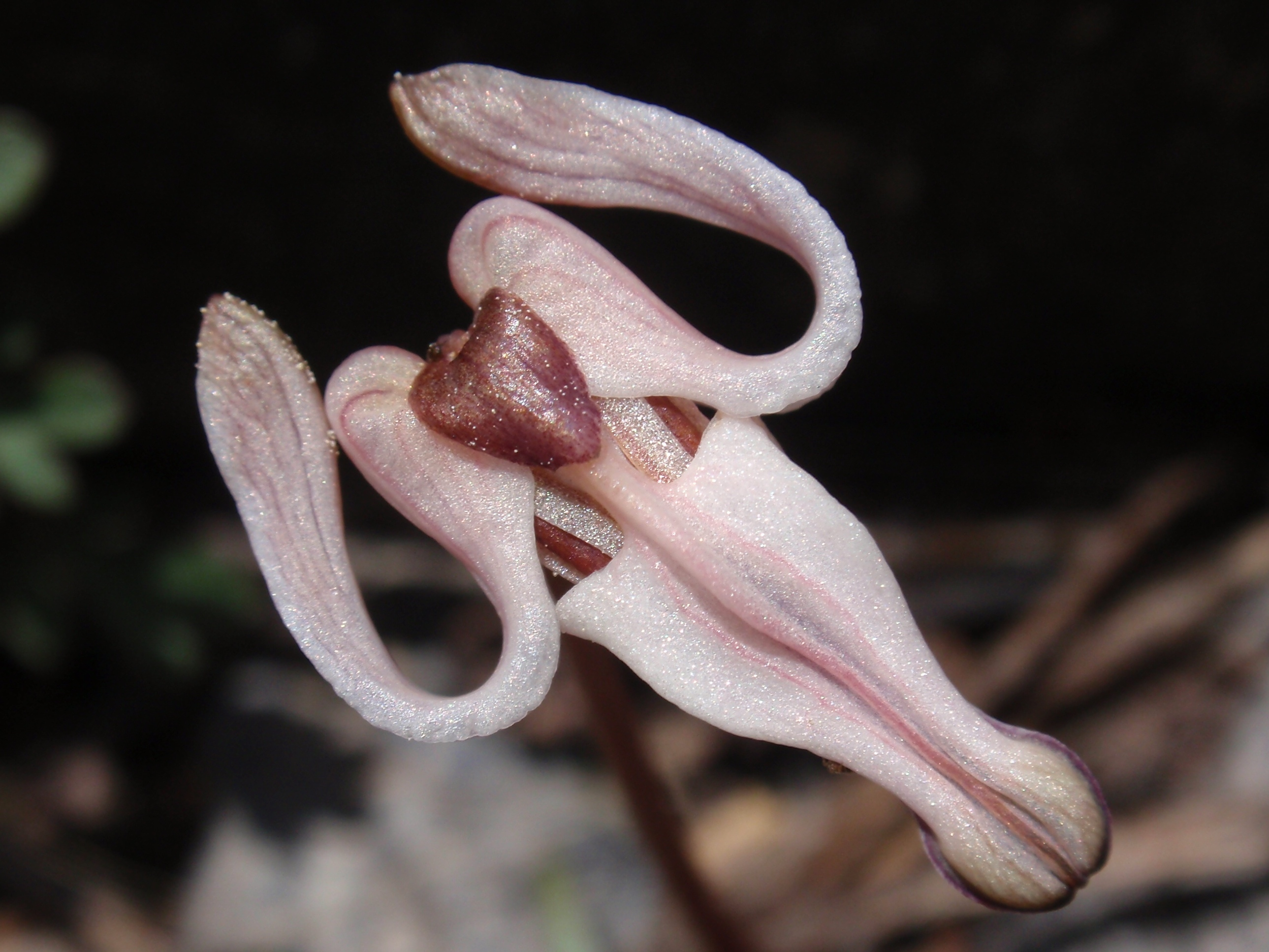